# Нефериркара II
Нефериркара II (егип. Nfr-jrj-k3-Rˁ — Прекрасное явление Ка Ра) — фараон Древнего Египта из VIII династии, правивший в XXII веке до н. э. в период Первого переходного периода (2181—2055 годы до н. э.). Согласно египтологам Киму Рихолту и Юргену фон Бекерату, Нефериркара является 17-м и последним фараоном VIII династии, последним фараоном Древнего царства.

## Свидетельства
Этот фараон под № 56 известен из Абидосского списка, составлявшегося спустя приблизительно 900 лет после Первого переходного периода, во времена правления фараона Сети I. В Туринском царском папирусе также эпохи Рамессидов имя Неферикара стоит пятым в 13 строке.

Обнаруженная надпись в 2014 году говорит, что личным его именем было Пепи. Вероятно, фараон указан в биографии визиря Иди в гробнице Шемаи под Коптосом. Оба картуша правителя в верхней части текста разрушены, читается лишь Пепи Нефер — (разрушено) — ра. Исходя из хронологии, речь идёт не о Пиопи II, чьё тронное имя было Неферкара. Также Нефериркара может быть идентифицирован с Джемед-иб-тауи (Хорово имя). Последнее имя также встречается в декрете Коптоса, где упомянут и Иди.

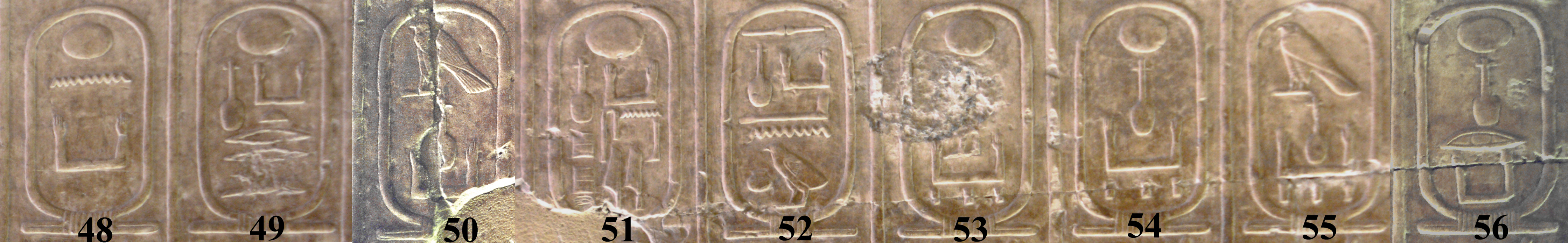
Абидосский список (фрагмент). Нефериркара записан под № 56

## Правление
Туринский царский папирус отмечает период правления Нефериркара — полтора года и также как и Абидосский список называет этого фараона последним правителем рубежа VII/VIII династий. Вероятно, Нефериркара был свергнут первым правителем гераклеопольской IX династии Мериброй Хети (Мерибтауи).
Ни его гробница, ни сохранившиеся от его правления памятники не известны.